# Nina Vezjak
Nina Vezjak (dawniej Nina Zega, ur. 20 września 1979) – słoweńska lekkoatletka, specjalizująca się w skoku o tyczce.

## Osiągnięcia
- reprezentowanie Słowenii na dużych międzynarodowych imprezach (Puchar Europy w lekkoatletyce, Uniwersjada, Mistrzostwa świata juniorów w lekkoatletyce, Halowe mistrzostwa Europy w lekkoatletyce)
- 2-krotna mistrzyni Słowenii (stadion: 1999 & 2000)
- była rekordzistka kraju (3,72 13 czerwca 1999 Maribor)

## Rekordy życiowe
- skok o tyczce – 4,20 (2004)
- skok o tyczce (hala) – 4,10 (2004)